# Nicolas-André Monsiau
Nicolas-André Monsiau, né en 1754 à Paris et mort le 31 mai 1837 à Paris (ancien 10e arrondissement), est un peintre d’histoire, dessinateur et illustrateur français.
Son style « poussiniste » et le coloris de ses toiles marquent un art conservateur à l’époque du néo-classicisme.

## Biographie
Nicolas-André Monsiau se forma à l’Académie royale de Paris, sous la direction de Peyron. Son premier protecteur, le marquis de Corberon, finança son séjour à Rome, à l’Académie de France à Rome où il étudia de 1776 à 1780, de concert avec David et de Valenciennes. À son retour à Paris, ne pouvant participer au Salon, réservé, sous l’Ancien Régime, à ceux qui étaient d’abord agréés par l’Académie, il exposa, de 1781 et 1782, aux Salons de la Correspondance, notamment, en 1782, un Piquant effet de lumière d’une lampe de style caravagesque.
Il fut agréé à l’Académie avec un sujet historique, Alexandre domptant Bucéphale le 3 octobre 1787 et reçu, après un premier refus, le 3 octobre 1789 avec La Mort d’Agis comme morceau de réception. L’influence de son condisciple David, est clairement visible dans son Ulysse de retour dans son palais, après avoir tué les amants de Pénélope (Salon de 1791), où le sujet se détache sur un fond en frise constitué par des colonnes parallèles au plan du tableau.
Dans une de ses œuvres les plus connues, Zeuxis choisissant des modèles, exposée au Salon de 1791, Monsiau illustre une anecdote sur le peintre Zeuxis, relatée dans l’Histoire naturelle de Pline. Pendant la Révolution, affecté par l’exécution, en 1792 et 1793, de ses deux protecteurs et par la chute des commandes, il se tourna vers l’édition d’ouvrages pour les éditions d’Ovide, de Rousseau, de Sterne, de Delille et de Gessner.
Sa commande officielle la plus importante fut la commémoration de l’octroi de la constitution de la République cisalpine, le 26 janvier 1802, lors du Consulte de la République cisalpine réunie en comices à Lyon pour décerner la présidence au Premier Consul. Le baron Gérard ayant décliné cette commande, préférant continuer ses portraits de la famille Bonaparte, Monsiau reçut la commande en 1806. La toile fut exposée au Salon de 1808 et installée aux Tuileries l’année suivante.
Il fut un des premiers peintres d’histoire à représenter des scènes anecdotiques d’histoire moderne qui n’étaient pas des commémorations de batailles. Il représenta Molière lisant le Tartuffe chez Ninon de Lenclos exposé au Salon de 1802, gravé par Anselin. Sa peinture de Louis XVI donnant ses instructions au capitaine de vaisseau La Pérouse pour son voyage d’exploration autour du monde, le 29 juin 1785 fut présenté, sous la Restauration, au salon de 1817 et acheté par Louis XVIII. Il eut pour élèves Louis-René Letronne et Pierre Bouillon.
C’est l’architecte Auguste Bouillon (1805-1863), fils de Pierre Bouillon, qui déclara le décès de Nicolas-André Monsiau, survenu le 31 mai 1837 à 17 heures au Palais de l'Institut à Paris.

## Galerie

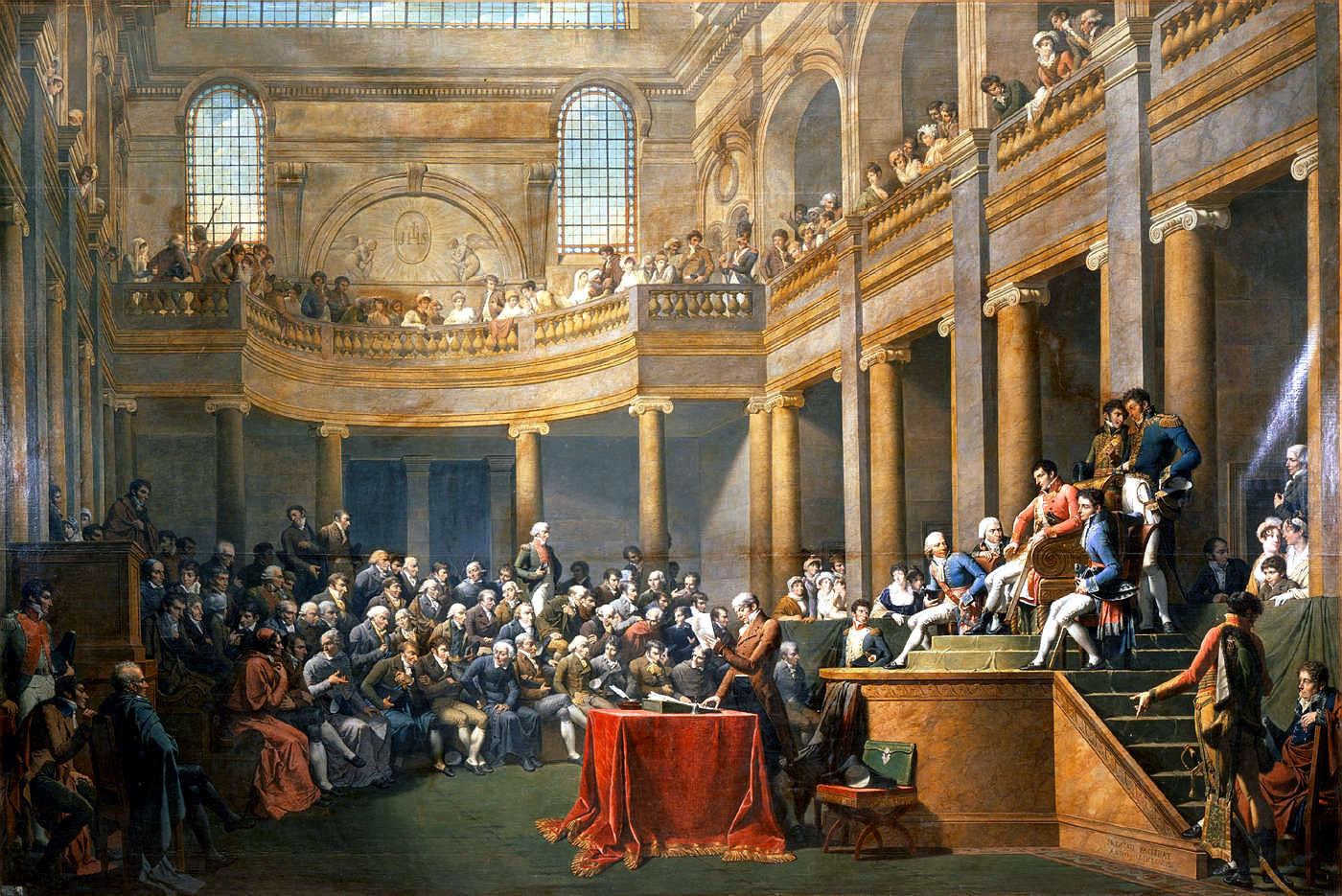
Consulta de la République cisalpine réunie en comices à Lyon, 1808, huile sur toile, 319 × 483 cm, Versailles.
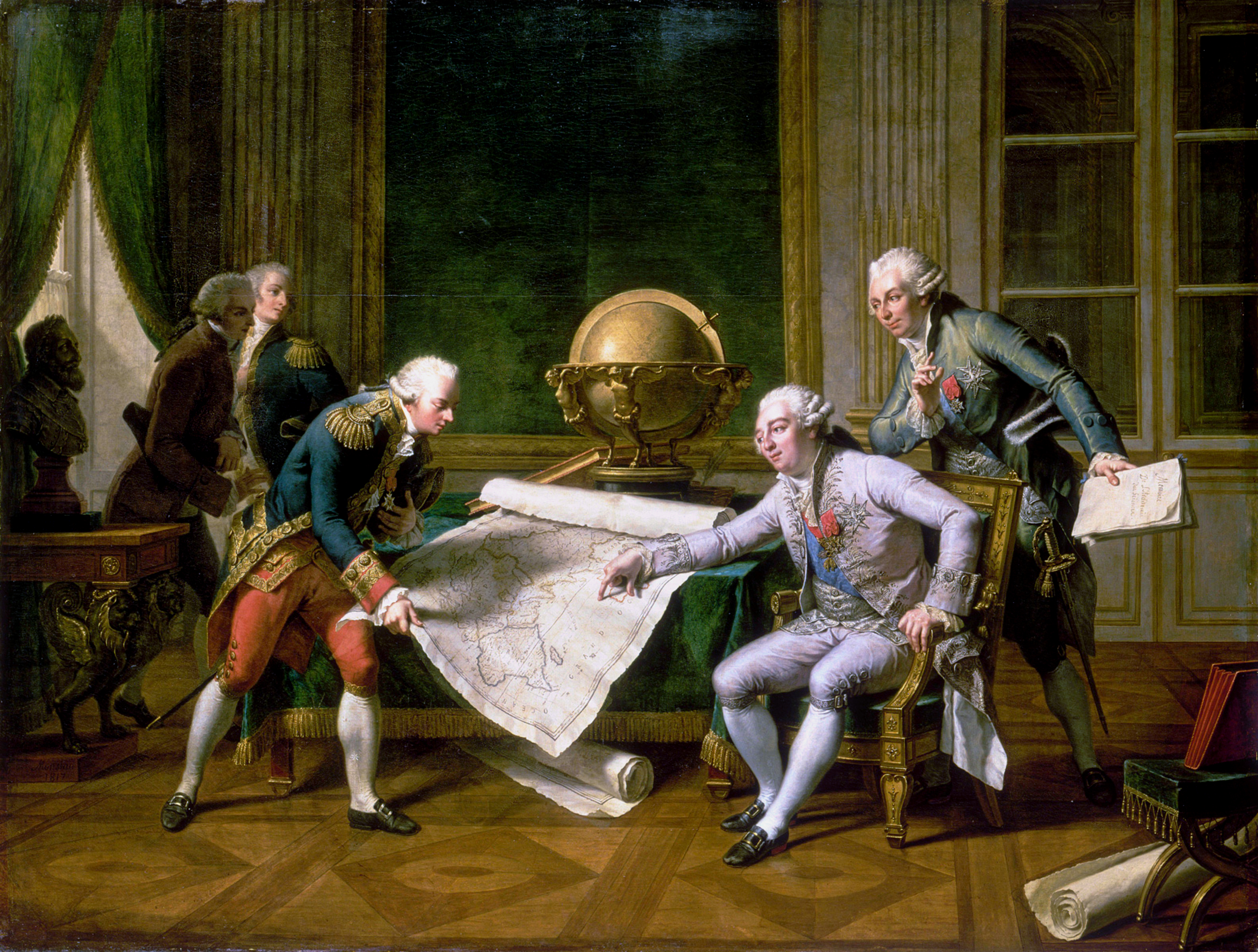
Louis XVI donnant ses instructions au capitaine de vaisseau Jean-François de Lapérouse pour son voyage d’exploration autour du monde, le 29 juin 1785, 1817, Versailles.
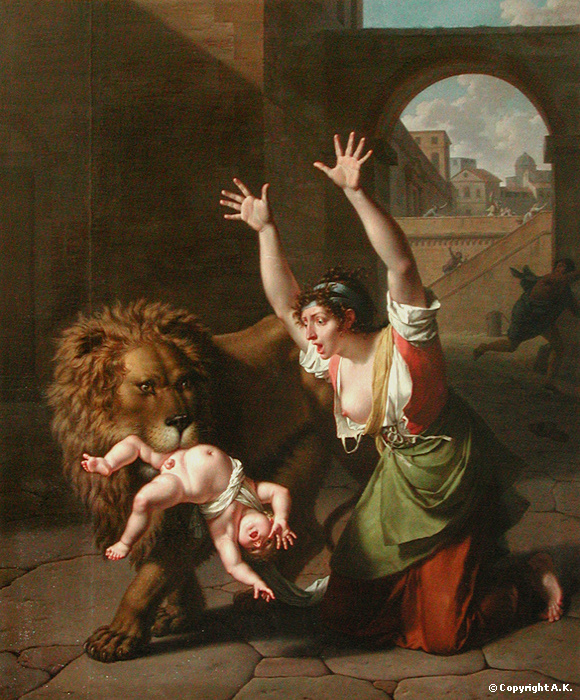
Le Lion de Florence, 1801, huile sur toile, 163 × 194 cm, Louvre.
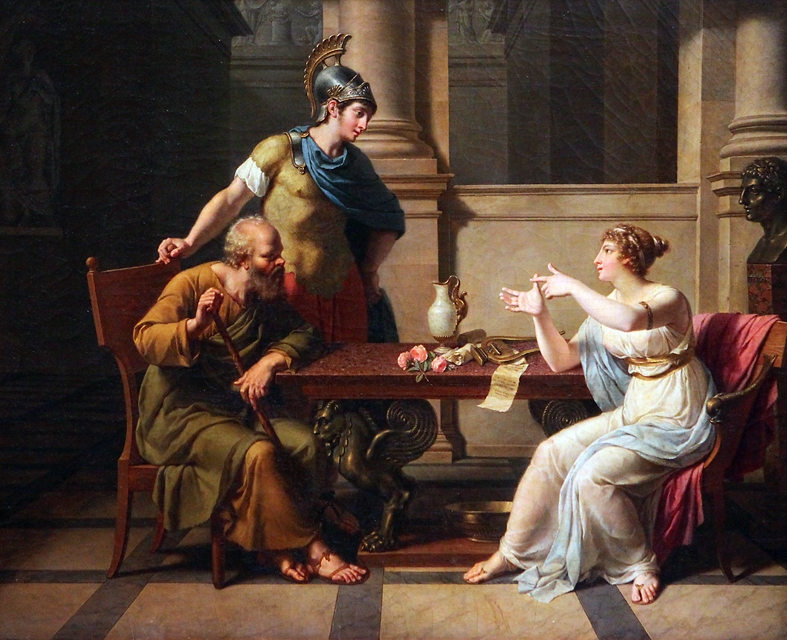
Aspasie s’entretenant avec les hommes illustres, v. 1800, musée Pouchkine.
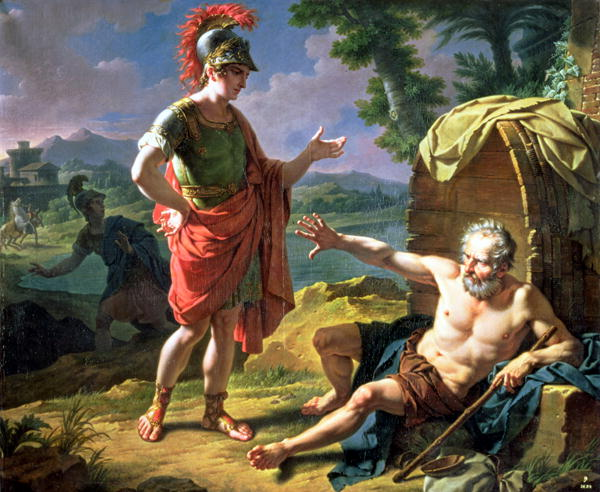
Alexandre et Diogène, 1818, huile sur toile, 180 × 140,5 cm, musée de Rouen.
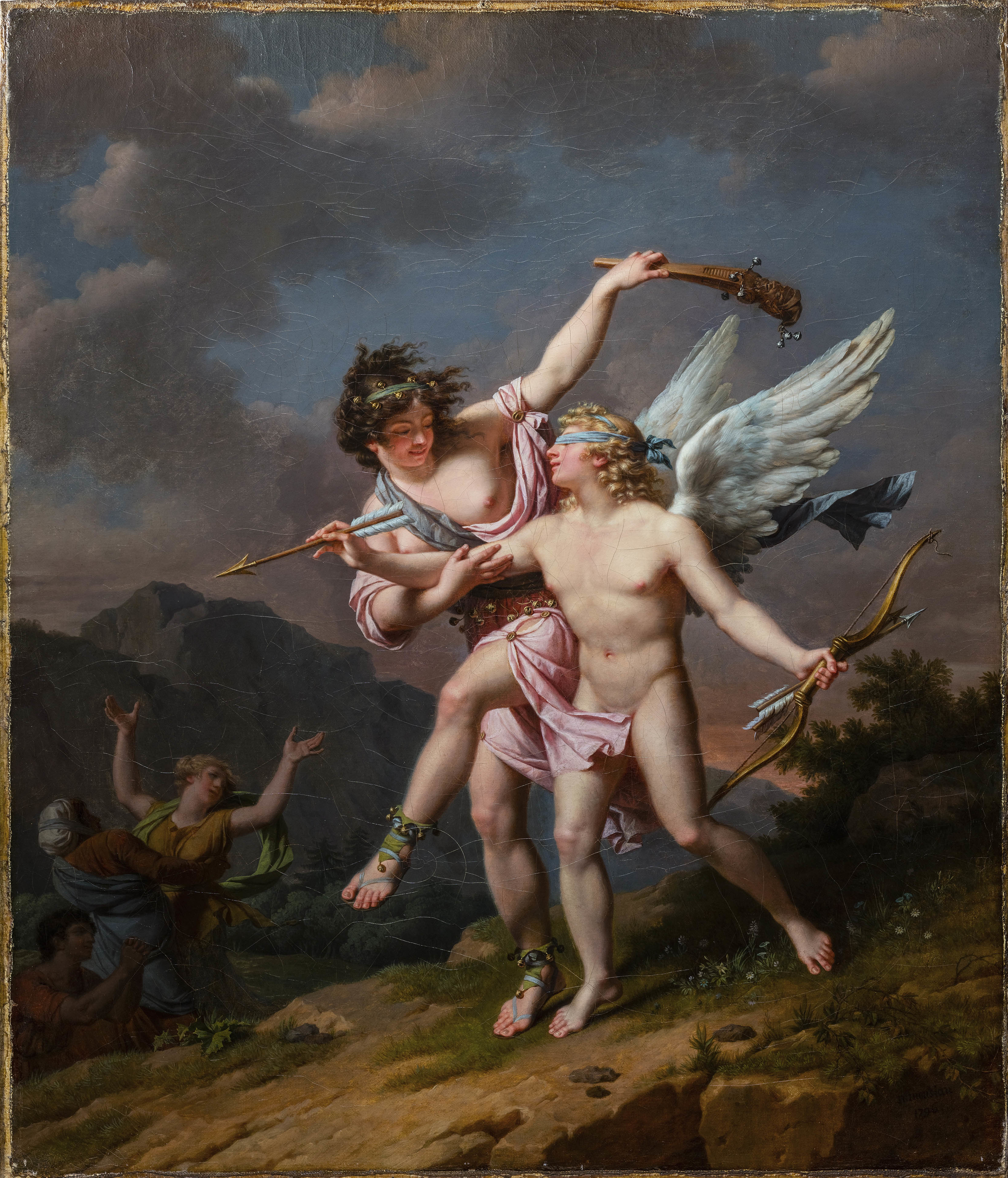
La Folie conduisant l'Amour aveugle, 1796, huile sur toile - 58,8 × 45,7 cm, Collection particulière, Paris

## Œuvres
- Le Lion de Florence (Musée du Louvre) évoque un fait divers sensationnel : un lion échappé de la ménagerie du Grand Duché de Florence avait relâché, sans lui faire de mal, un enfant qu’il avait pris dans ses crocs sous les yeux de sa mère. Ce tableau exposé au salon de 1801 aurait impressionné le professeur Jean Itard, qui en avait une reproduction dans son appartement[5].
- Alexandre domptant Bucéphale et Vénus et Enée, château de Maisons-Laffitte.
- L'Impératrice Joséphine accompagnée de Dominique Vivant Denon visitant le salon de 1808, 1808, plume et lavis d'encre grise, lavis d'encre brune, 21.4 x 20.8 cm, musée du Louvre[6].
- Portrait de François-Jérôme Sandrié, architecte à Paris, musée Carnavalet[7]
- Le Dévouement de monseigneur de Belzunce (1671-1755), évêque de Marseille, durant la peste de 1720 (1818), Musée du Louvre[8]

## Illustrateur
- Pour le roman pastoral de Florian, Galatée, 4 gravures en couleurs de J. F. Cazenave et Nicolas Colibert d'après des dessins de Monsiau, édition de D. de Maisonneuve, Paris, 1793.
- Pour le roman pastoral de Longus, Daphnis et Chloé, 4 gravures de Jean Louis Charles Pauquet et Dupréel d'après des dessins de Monsiau, à Paris Chez Maradan, 1798.